# 유대하늘다람쥐
유대하늘다람쥐는 주머니하늘다람쥐과에 속하는 유대류의 일종이다. 나무 위에서 생활하는 수상성 동물이며, 작은 잡식성, 야행성 유대하늘다람쥐이다.
근연종이 아님에도 불구하고 날다람쥐와 외모와 습성이 아주 닮았는 데, 이는 수렴 진화의 한 예이다.